# نخل والاسیدوکسا
نخل والاسیدوکسا (نام علمی: والاسیدوکسا راجه آمپات - wallaceodoxa raja-ampat) گونه ای از درختان نخل (خانواده Arecaceae) بومی جزایر راجا آمپات (raja-ampat) واقع در در غرب استان پاپوآی غربی در کشور اندونزی و شمال غربی جزیره گینه نو می‌باشد. این گیاه زیبا و بسیار کمیاب تنها نماینده از گونه (یکنواخت) خود در سرده wallaceodoxa است.

## نام گذاری
نام این نخل از آلفرد راسل والاس طبیعت‌شناس انگلیسی (۱۸۲۳–۱۹۱۳) گرفته شده است.

## وضعیت توزیع و حفاظت

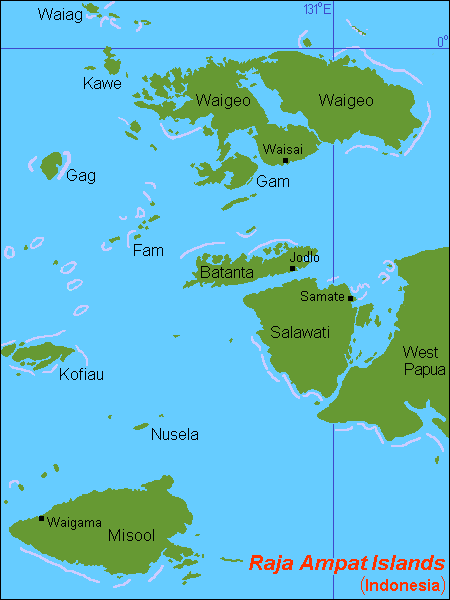
نقشه جزایر راجا آمپات. Wallaceodoxa raja-ampat در جزیره Waigeo و Gag رویش طبیعی دارد.

طی مطالعات صورت گرفته جمعیت شناخته شده این گونه نخل در دو جزیره گگ (Gag) و ویجیو (Waigeo) از جزایر راجه آمپات به ترتیب:
از تعداد ۴۵ عدد نخل بالغ، ۳۲ عدد نمونه جوان و ۱۲۹ عدد نهال به ۲۸ نمونه بالغ، بدون نمونه جوان یا نهال بین سالهای ۲۰۰۶ و ۲۰۱۱ در جزیره گگ رسیده و در جزیره ویجیو نیز تعداد ۵ عدد نخل بالغ، ۶۳ عدد نخل جوان و ۳۷۸ عدد نهال، تنها در ۴ کیلومتر مربع یافت شد.
از مهترین علل کاهش جمعیت این گونه نخل و خطر انقراض آن، جنگل زدایی توسط مردم محلی جهت گسترش مزارع، توسعه معادن نیکل و رشد شهر می‌باشد.